# Ulmiz
Ulmiz (franska: Ormey) är en ort och kommun i distriktet Lac i kantonen Fribourg i Schweiz. Kommunen har 425 invånare (2023).